# Linsenmühle
Linsenmühle ist ein Gemeindeteil der Gemeinde Aubstadt im unterfränkischen Landkreis Rhön-Grabfeld in Bayern.

## Lage
Die Einöde liegt an einem Mühlbach, der vom  Fluss Milz abzweigt.

## Geschichte
Die Überlieferung besagt, die Linsenmühle sei aus den Trümmern des im Dreißigjährigen Krieg zerstören Dorfs Ottilshausen erbaut worden. Dies um 1640. Seit 1920 wird dort kein Korn mehr gemahlen.